# Pro Sestio
La Pro Sestio è un'orazione di Cicerone composta nel 56 a.C., nella quale il famoso oratore difende un esponente degli optimates Publio Sestio. Questo era accusato de vi, per aver organizzato delle bande armate da opporre a quelle di Clodio per favorire il rientro in patria di Cicerone.

## Contesto
Grazie alle sue abilità oratorie, Cicerone salva Sestio, sostenendo la tesi (apparentemente contraddittoria rispetto alle sue posizioni legalitarie) che il ricorso a mezzi illegali si è reso necessario proprio per la difesa delle istituzioni, gravemente minacciate dai programmi eversivi dei Populares. Lancia inoltre un appello per il consensus omnium bonorum, ossia per un'alleanza di tutti i cittadini moderati che miri alla salvaguardia degli interessi comuni.